# الإقليم التشيلي في القارة القطبية الجنوبية
إقليم أنتاركتيكا التشيلي (بالإنجليزية: Chilean Antarctic Territory)‏ هي بلدية تقع في تشيلي في المقاطعة التشيلية بالقارة القطبية الجنوبية. يقدر عدد سكانها بـ 115 نسمة ومساحتها 1,250,000 كم2 .

## معرض صور

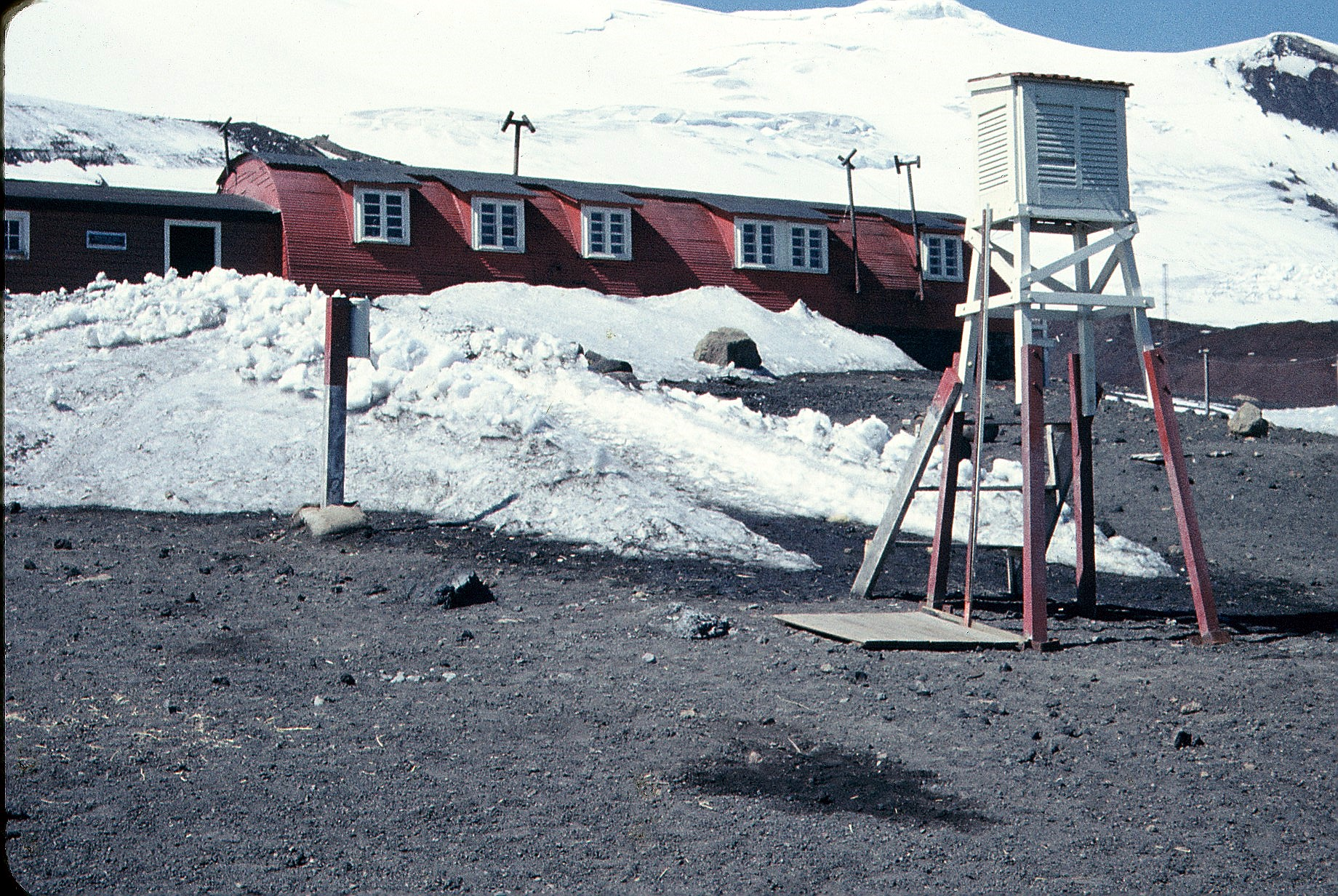
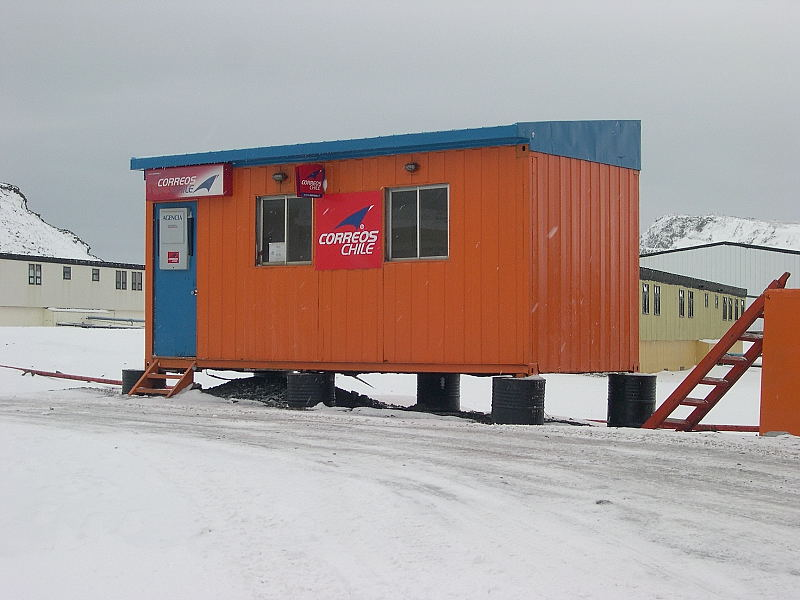
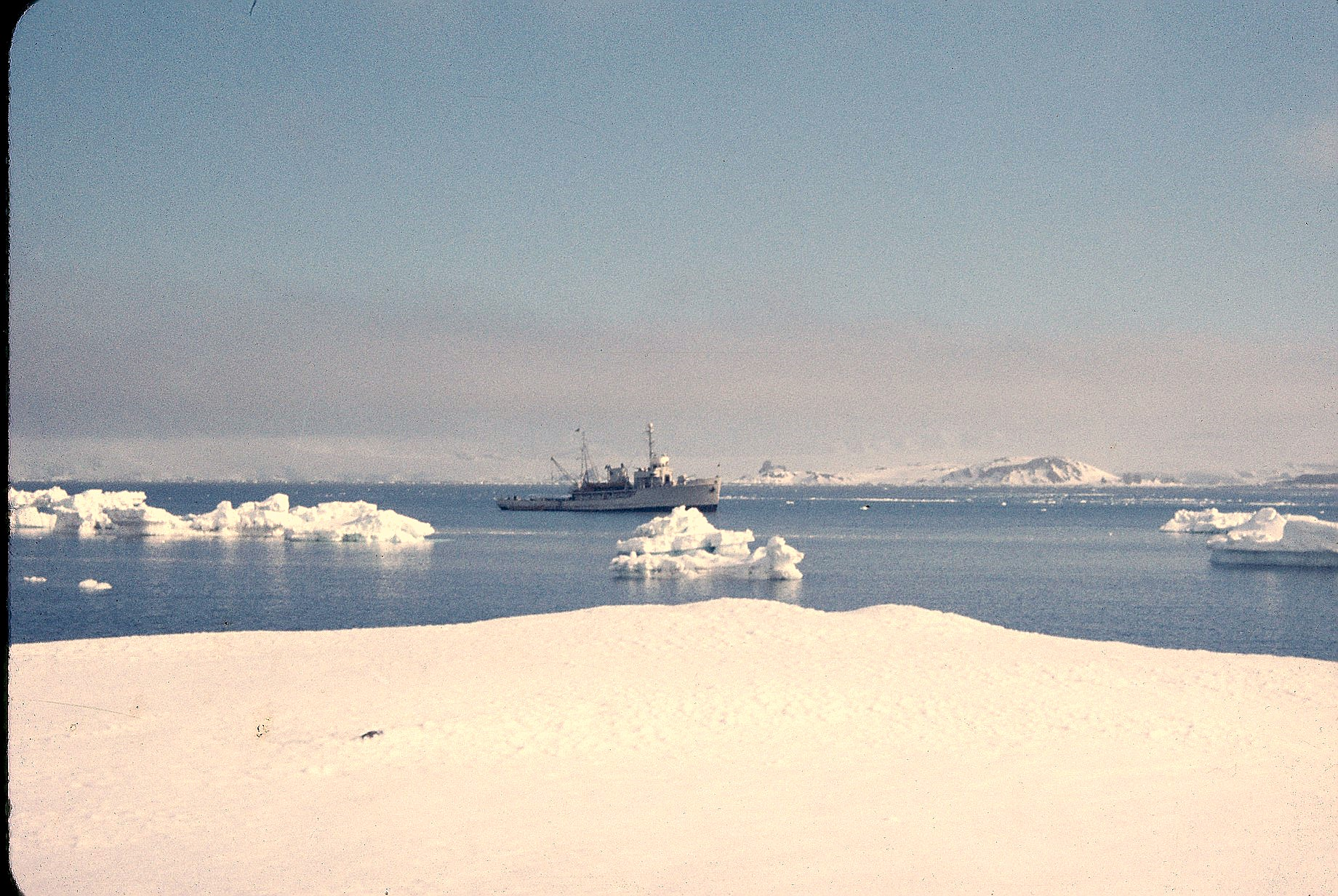
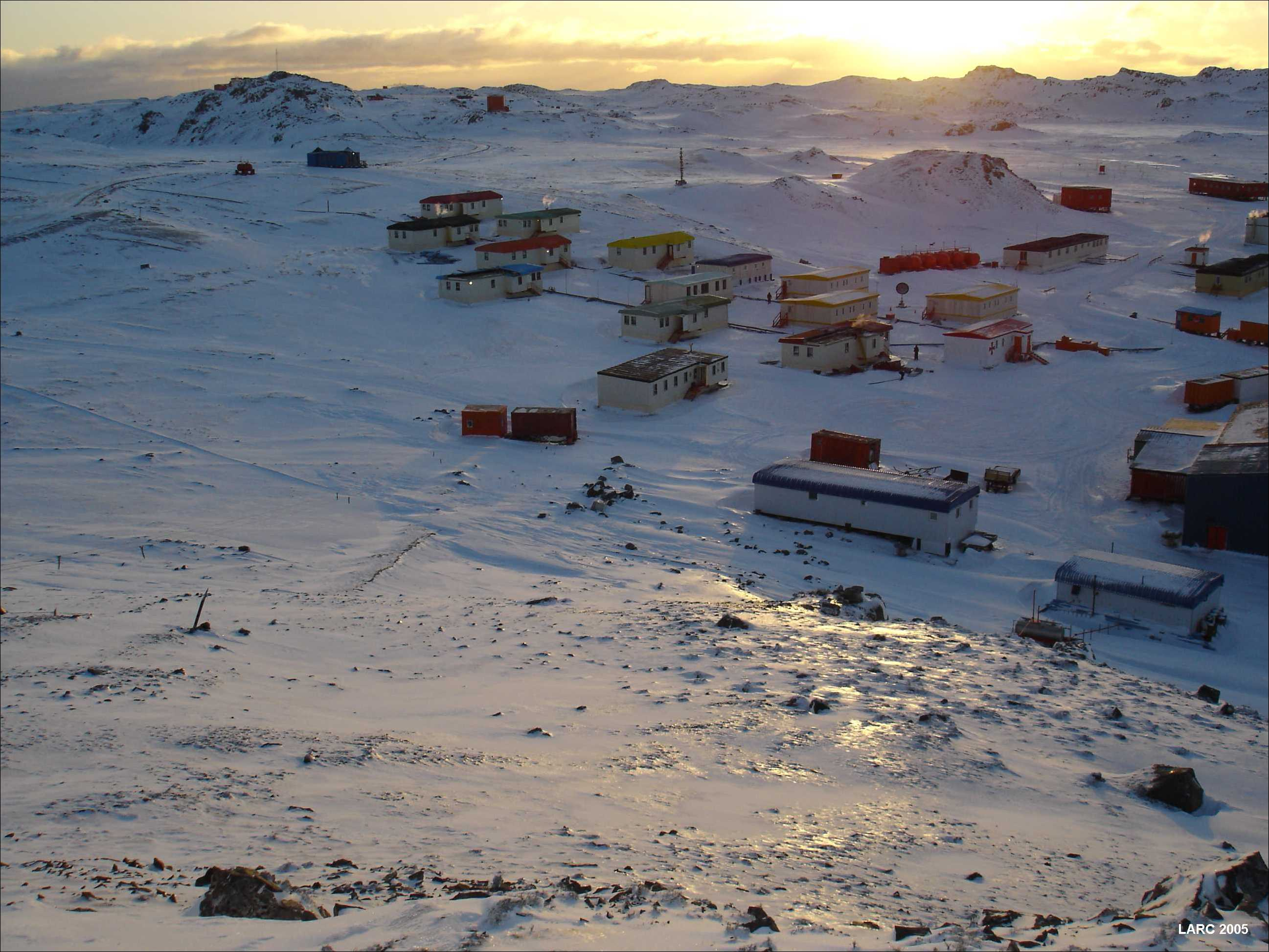